# Мігель Родрігес (футболіст, квітень 2003)
Міге́ль Родрі́гес Віда́ль (ісп. Miguel Rodríguez Vidal; нар. 29 квітня 2003) — іспанський футболіст, вінгер нідерландського клубу «Утрехт».

## Клубна кар'єра

### «Сельта»
Виступав за юнацьку команду «Чоко», звідки 2013 року перейшов до академії «Сельти».
4 жовтня 2020 року дебютував в основному складі «Сельти» в матчі Ла-Ліги проти «Осасуни», вийшовши на заміну Ноліто. У віці 17 років і 159 днів став четвертим наймолодшим дебютантом в історії клубу в матчах Ла-Ліги. 8 листопада дебютував за резервну команду в поєдинку Сегунди Дивізіону Б проти «Уніоністас де Саламанка». 17 лютого 2021 року в матчі проти «Гіхуело» забив свій перший гол за «Сельту Б».
7 квітня 2023 року в поєдинку проти «Севільї» забив свій перший гол у професіональній кар'єрі.

#### Оренда в «Утрехт»
5 липня 2024 року відправився в сезонну оренду в нідерландський «Утрехт» з опцією викупу. 24 серпня дебютував за нову команду в матчі Ередивізі проти НАК (Бреда), вийшовши на заміну Оле Ромені. 31 жовтня 2024 року в поєдинку Кубка Нідерландів проти «Ліссе» забив свій перший гол за «Утрехт». 3 листопада в матчі проти роттердамської «Спарти» вперше відзначившися м'ячем в Ередивізі.
15 квітня 2025 року «Утрехт» використав опцію викупу гравця, підписавши з ним контракт до літа 2028 року. Сума трансферу становила 1,5 млн євро. За підсумками квітня 2025 року був визнаний гравцем місяця в Ередивізі, в якому відзначився чотирма м'ячами та однією результативною передачею, а також увійшовши до команди місяця.
31 липня 2025 року в матчі кваліфікації Ліги Європи УЄФА проти молдавського «Шерифа» дебютував у єврокубках.

## Кар'єра в збірній
Виступав за збірні Іспанії до 15, до 16, до 17, до 18 і до 19 років.
В травні 2024 року отримав виклик до збірної Галісії для участі в товариському матчі проти збірної Панами. 31 травня в поєдинку з Панамою дебютував за збірну Галісії, замінивши Ебера Пену.

## Статистика виступів
Станом на 14 серпня 2025 
| Клуб              | Сезон             | Чемпіонат             | Чемпіонат | Чемпіонат | Кубок | Кубок | Єврокубки | Єврокубки | Інші  | Інші | Всього | Всього |
| Клуб              | Сезон             | Дивізіон              | Матчі     | Голи      | Матчі | Голи  | Матчі     | Голи      | Матчі | Голи | Матчі  | Голи   |
| ----------------- | ----------------- | --------------------- | --------- | --------- | ----- | ----- | --------- | --------- | ----- | ---- | ------ | ------ |
| Сельта Б          | 2020–21           | Сегунда Дивізіон Б    | 11        | 1         | —     | —     | —         | —         | —     | —    | 11     | 1      |
| Сельта Б          | 2021–22           | Прімера Дивізіон RFEF | 32        | 11        | —     | —     | —         | —         | —     | —    | 32     | 11     |
| Сельта Б          | 2022–23           | Прімера Федерасьйон   | 27        | 8         | —     | —     | —         | —         | 1     | 0    | 28     | 8      |
| Сельта Б          | Всього            | Всього                | 70        | 20        | 0     | 0     | 0         | 0         | 1     | 0    | 71     | 20     |
| Сельта            | 2020–21           | Ла-Ліга               | 4         | 0         | 0     | 0     | —         | —         | —     | —    | 4      | 0      |
| Сельта            | 2022–23           | Ла-Ліга               | 7         | 1         | 1     | 0     | —         | —         | —     | —    | 8      | 1      |
| Сельта            | 2023–24           | Ла-Ліга               | 15        | 0         | 5     | 1     | —         | —         | —     | —    | 20     | 1      |
| Сельта            | Всього            | Всього                | 26        | 1         | 6     | 1     | 0         | 0         | 0     | 0    | 32     | 2      |
| → Йонг Утрехт     | 2024–25           | Еерстедивізі          | 2         | 0         | —     | —     | —         | —         | —     | —    | 2      | 0      |
| → Утрехт          | 2024–25           | Ередивізі             | 21        | 7         | 3     | 3     | —         | —         | —     | —    | 26     | 10     |
| Утрехт            | 2025–26           | Ередивізі             | 1         | 0         | 0     | 0     | 3         | 0         | —     | —    | 4      | 0      |
| Всього за кар'єру | Всього за кар'єру | Всього за кар'єру     | 120       | 28        | 9     | 4     | 3         | 0         | 1     | 0    | 133    | 32     |

1. ↑  Матчі в плей-оф Прімери Федерасьйон 2023
2. ↑  Матчі в Лізі Європи УЄФА

## Досягнення
Особисті
- Гравець місяця Ередивізі: квітень 2025[28]
- Команда місяця Ередивізі: квітень 2025[29]